# Teste nuclear de Totskoye

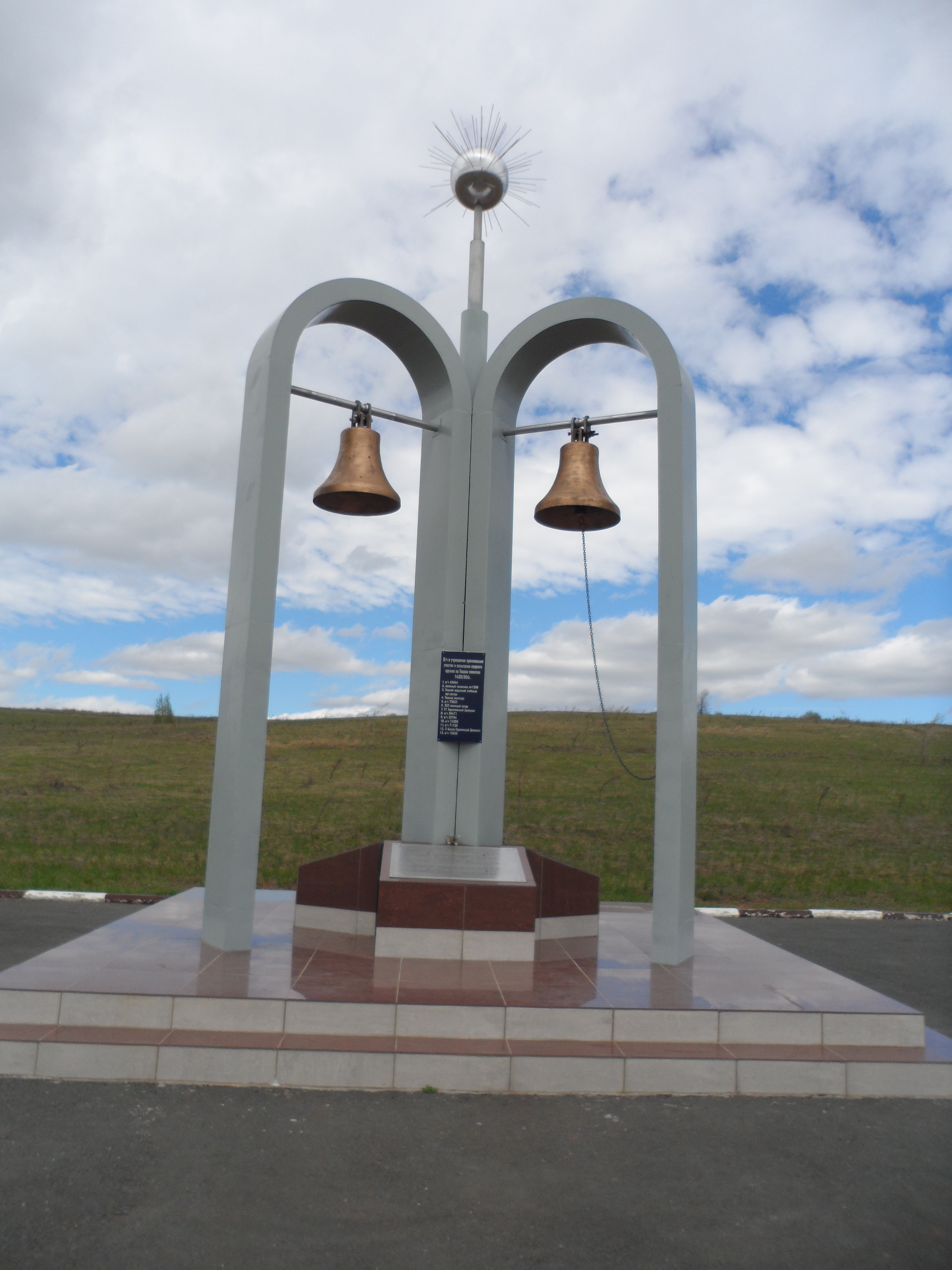
Placa memorial marcando o epicentro

O Teste nuclear de Totskoye foi um exercício militar realizado pelo exército soviético para explorar a guerra defensiva e ofensiva durante a guerra nuclear. O exercício, sob o codinome "Bola-de-Neve" (em russo: Снежок), envolveu uma detonação aérea de uma bomba nuclear 40 kt RDS-4. O objetivo declarado da operação era o treinamento militar para romper linhas defensivas fortemente fortificadas de um oponente militar usando armas nucleares. Um exército de 45 000 soldados marchou pela área ao redor do hipocentro logo após a explosão nuclear. O exercício foi realizado em 14 de setembro de 1954, às 9h33, sob o comando do marechal Georgy Zhukov ao norte da vila de Totskoye, no Oblast de Orenburg, Rússia, no Distrito Militar dos Urais do Sul. O epicentro da detonação é marcado com um memorial.